# Ñadi (suelo)

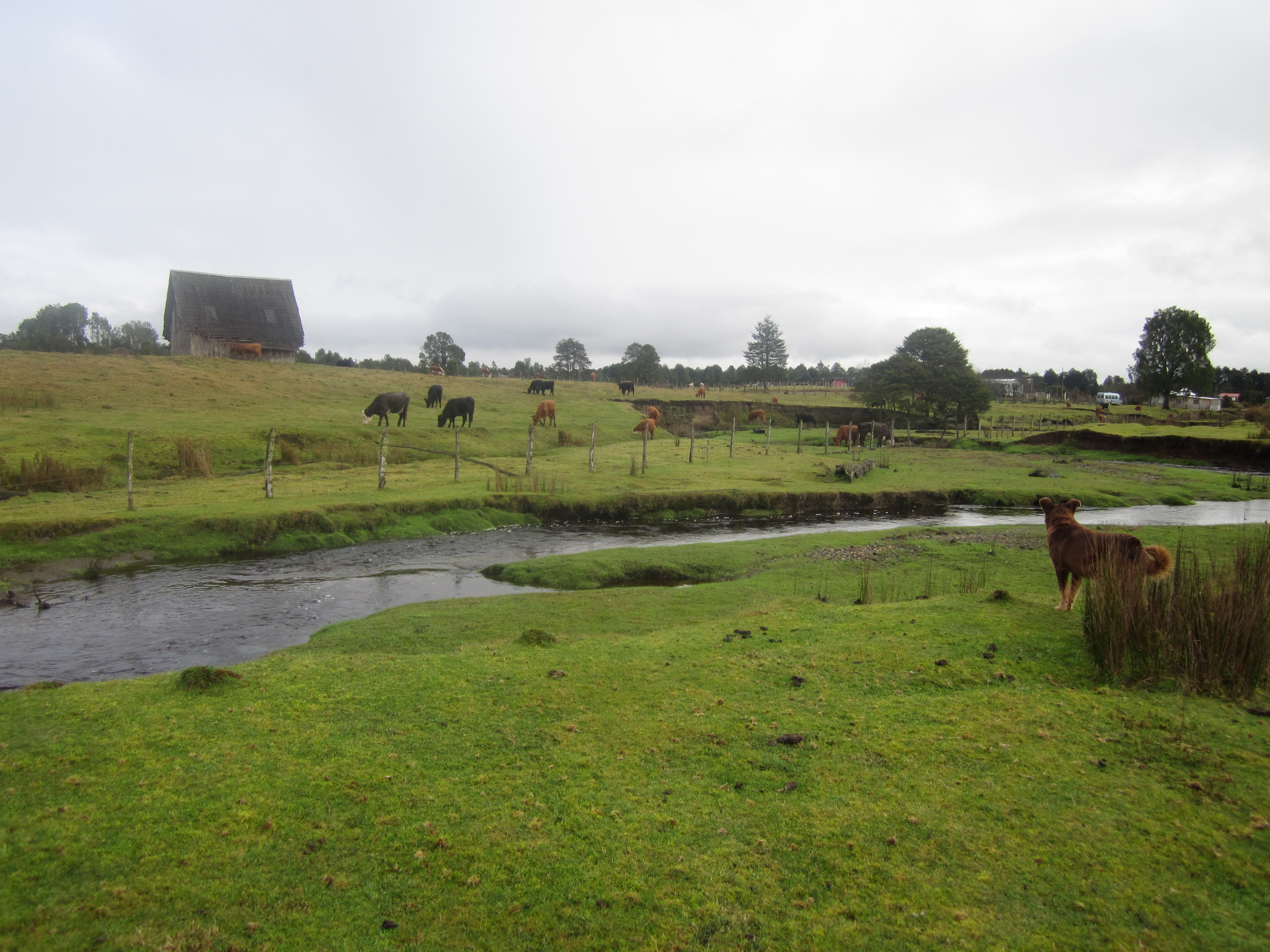
Suelo volcánico ñadi en Monte Verde, comuna de Puerto Montt.

Ñadi (del mapudungun ñadi, "suelo pantanoso") es un tipo de suelo volcánico del sur de Chile en la zona del Valle Central de Chile de la Región de Los Lagos, específicamente entre las morrenas dejadas por la glaciación más reciente de la región (la glaciación de Llanquihue). Los ñadis tienen una capa impermeable, usualmente llamada fierrillo
Son suelos ricos en materia orgánica y de baja densidad aparente, presentando un perfil poco profundo. Son muy húmedos, rellenos con sedimentos fluvioglaciales y depósitos volcánicos cuaternarios.